# Chaetauchenium
Chaetauchenium is een geslacht van kevers uit de familie van de loopkevers (Carabidae). De wetenschappelijke naam van het geslacht is voor het eerst geldig gepubliceerd in 1900 door Tschitscherine.

## Soorten
Het geslacht Chaetauchenium omvat de volgende soorten:
- Chaetauchenium convexipennis (Fairmaire, 1860)
- Chaetauchenium loki Will, 2011
- Chaetauchenium magellanicum (Blanchard, 1843)